# 富查格爾峰

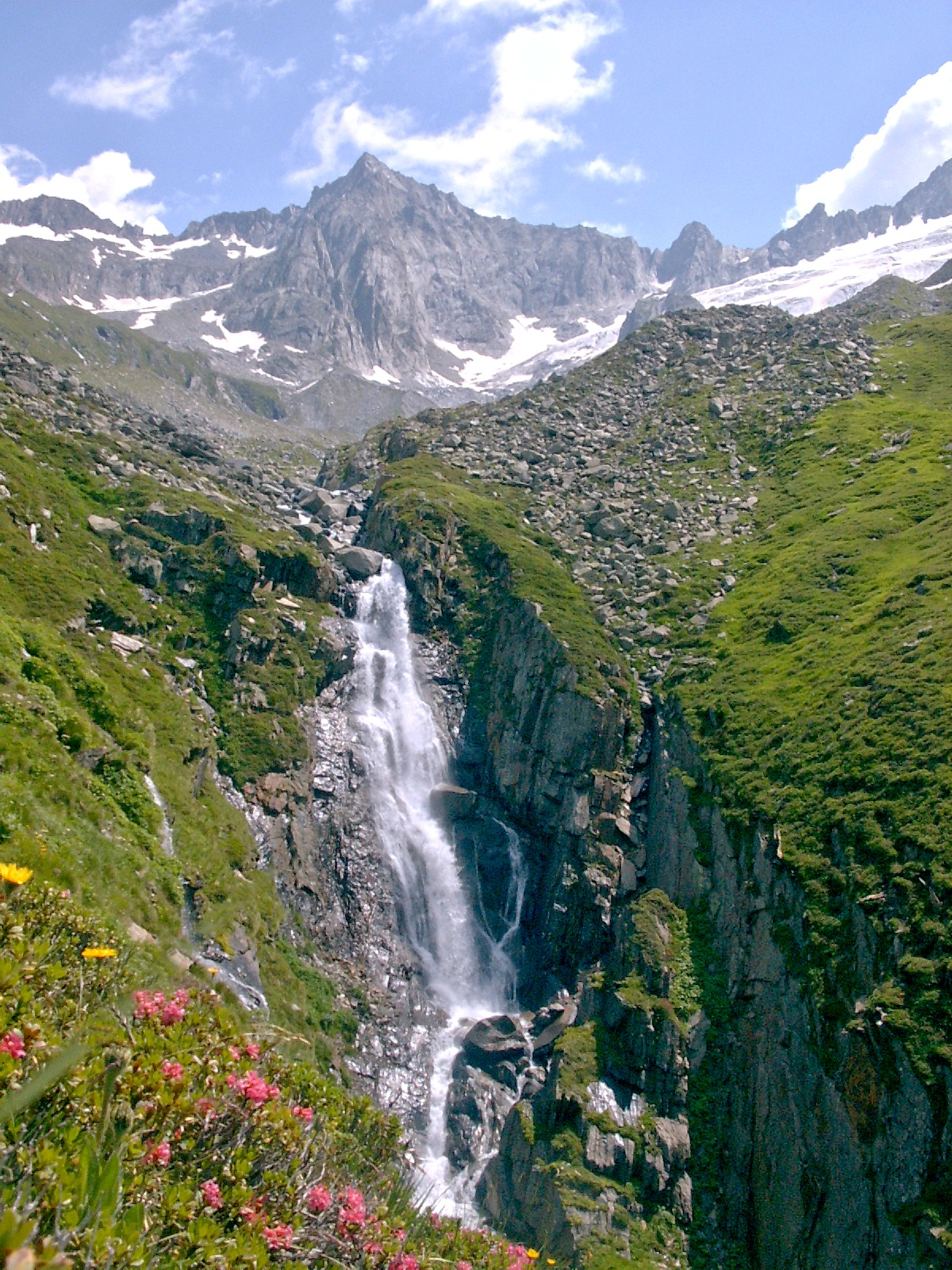

47°0′16″N 11°46′26″E / 47.00444°N 11.77389°E
富查格爾峰（德語：Furtschaglspitze），是奧地利的山峰，位於該國西部，由蒂羅爾州負責管轄，屬於齊勒塔爾阿爾卑斯山脈的一部分，距離大默瑟勒山0.9公里，海拔高度3,190米。